# Os (Innlandet)
Os ist eine Kommune im norwegischen Fylke Innlandet. Die Kommune hat 1895 Einwohner (Stand: 1. Januar 2025). Verwaltungssitz ist der gleichnamige Ort Os, der am Ufer der Glåma liegt.

## Geografie

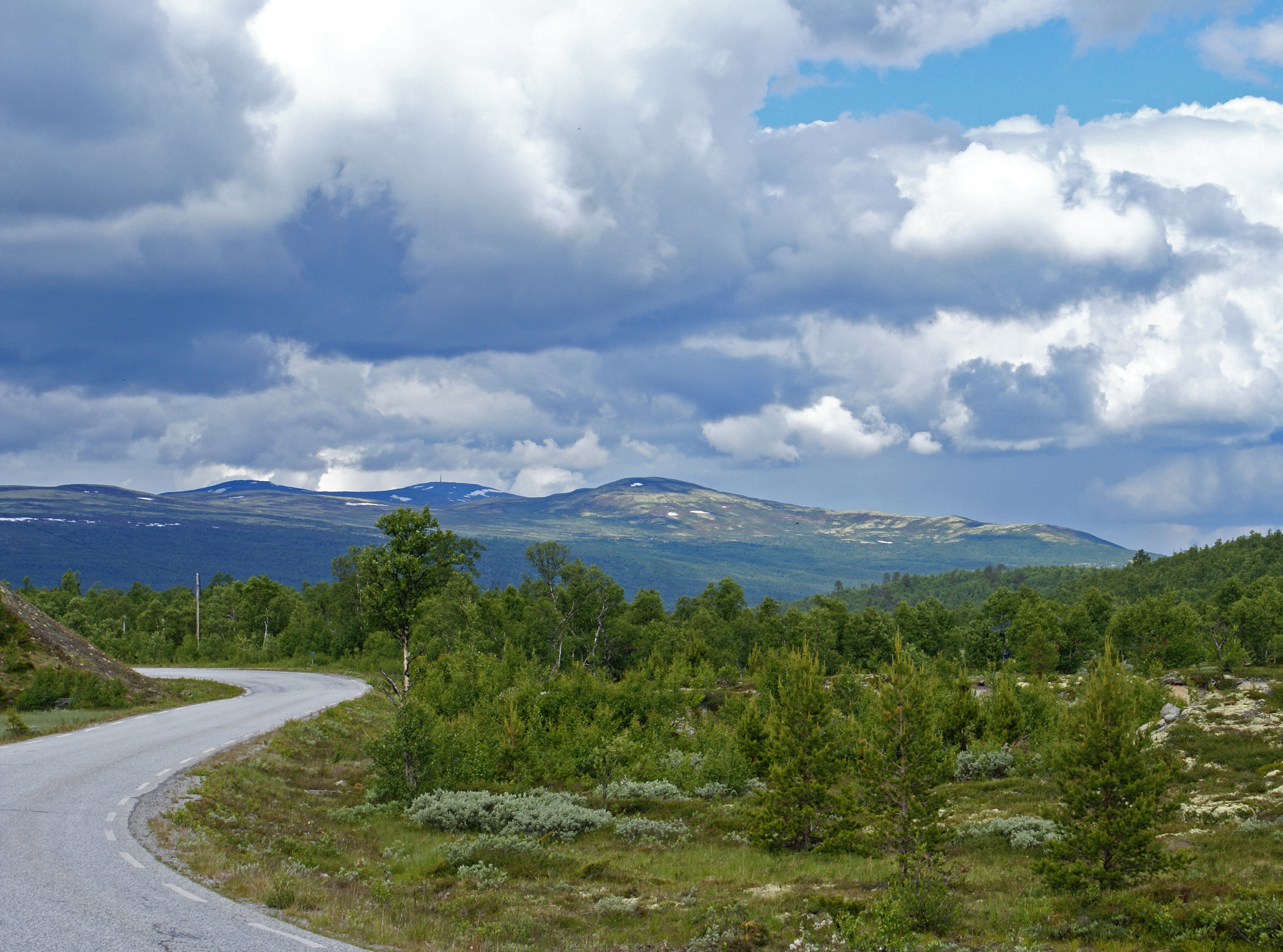
Landschaft in Os

Die Kommune Os liegt in der Landschaft Østerdalen im Nordosten des Fylkes Innlandet an der Grenze zum Fylke Trøndelag. Die Kommune nimmt eine in Nordwest-Südost-Richtung langgestreckte Form an. Os grenzt im Norden an die Kommunen Midtre Gauldal und Holtålen, im Nordosten an Røros, im Osten an Engerdal, im Südwesten auf einer Strecke von rund 90 Kilometern an Tolga sowie im Nordwesten an Tynset. Die drei nördlichen Nachbarkommunen Midtre Gauldal, Holtålen und Røros gehören zum Nachbarfylke Trøndelag.
Durch Os fließt aus dem Nordosten kommend in Richtung Südwesten die Glåma, Norwegens längster Fluss. In Südnorwegen trägt sie den Namen Glomma. Die Ortschaft Os liegt am Ufer der Glåma. Der Nebenfluss Vangrøfta stößt aus dem Tal Vangrøftdalen im Nordwesten auf die Glåma zu, die Nøra aus dem Südosten. Zur Kommune Os gehört im Südosten ein kleiner Abschnitt des Sees Femunden. Die Gesamtfläche der Kommune beträgt 1.040,4 km², wobei Binnengewässer zusammen 33,66 km² ausmachen.
Die Erhebung Nordre Sålekinna auf der Grenze zu Tolga stellt mit einer Höhe von 1595 moh. den höchsten Punkt der Kommune Os dar. Die Berglandschaft im Nordwesten der Kommune geht in den Forollhogna-Nationalpark (Forollhogna nasjonalpark) ein. Der Nationalpark erstreckt sich insgesamt über sechs Kommunen in Innlandet und Trøndelag.

## Einwohner
Der Großteil der Einwohner lebt entlang der Glomma und im Vangrøftdalen. Das Gebiet südöstlich der Glomma ist hingegen kaum bewohnt. Die Einwohnerzahl der Kommune ist rückläufig. Die Ortschaft Os ist der einzige sogenannte Tettsted, also die einzige Ansiedlung, die für statistische Zwecke als eine städtische Siedlung gewertet wird. Zum 1. Januar 2024 lebten dort 687 Einwohner.
Die Einwohner der Gemeinde werden Osing genannt. Os hat wie viele andere Kommunen der Provinz Innlandet weder Nynorsk noch Bokmål als offizielle Sprachform, sondern ist in dieser Frage neutral.
| Jahr          | 1986 | 1990 | 1995 | 2000 | 2005 | 2010 | 2015 | 2020 | 2025 |
| ------------- | ---- | ---- | ---- | ---- | ---- | ---- | ---- | ---- | ---- |
| Einwohnerzahl | 2071 | 2029 | 2035 | 2148 | 2087 | 2033 | 1991 | 1891 | 1895 |

## Geschichte

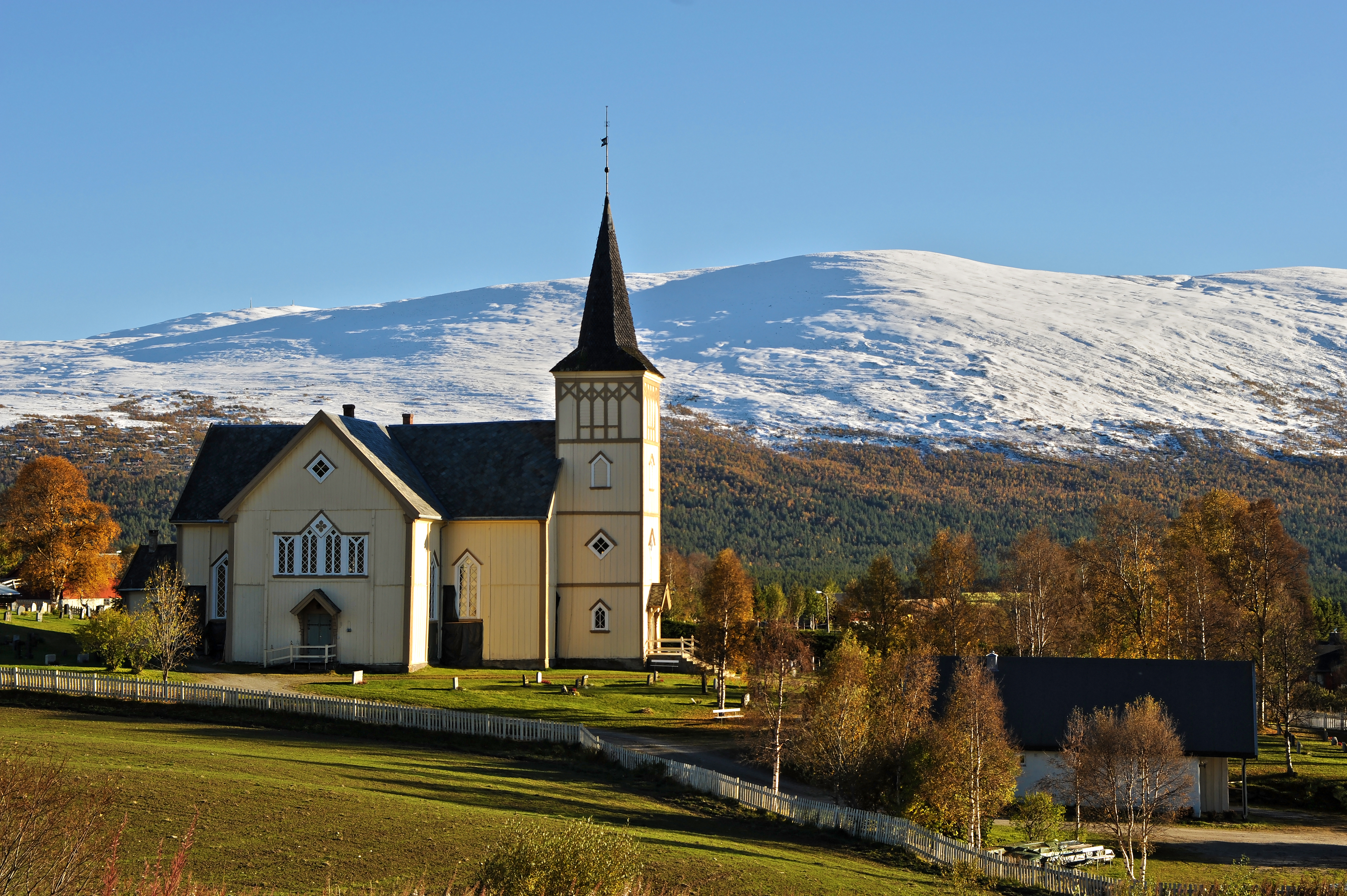
Kirche von Os

Die Kommune Os entstand, als sie im Jahr 1926 von Tolga abgespalten wurde. Bei der Gründung hatte Os 1936 Einwohner, während Tolga mit 1917 Einwohnern verblieb. Im Jahr darauf ging ein von 18 Personen bewohntes Gebiet von Tolga an Os über. Die Kommunen Tolga und Os wurden zum 1. Januar 1966 wieder zusammengelegt und bildeten ab da die neue Kommune Tolga-Os. Os brachte 2015 Einwohner in die neue Kommune ein, Tolga 1944. Die Kommune Tolga-Os hatte bis zum 1. Januar 1976 Bestand, als die Kommune wieder in Os und Tolga aufgespalten wurde. Nach der Aufspaltung hatte Os 1859 und Tolga 1865 Einwohner. Bis zum 31. Dezember 2019 gehörte Os dem damaligen Fylke Hedmark an. Dieses ging im Zuge der Regionalreform in Norwegen in das zum 1. Januar 2020 neu geschaffene Fylke Innlandet über.
In der Kommune befinden sich mehrere Kirchen. Vom Architekten Christian Heinrich Grosch wurden die Pläne für die Narbuvoll kirke angefertigt. Die Kirche wurde 1862 eingeweiht. Die Os kirke ist eine Holzkirche aus dem Jahr 1862. Sie hat einen kreuzförmigen Grundriss. Der Kirchturm wurde im Jahr 1876 bei einem Unwetter zerstört und durch einen kleineren Kirchturm ersetzt. Eine Holzkirche aus dem Jahr 1920 ist die Tufsingdalen kirke. Die Kirche wurde in den 1970er-Jahren umgebaut. Ebenfalls eine Holzkirche ist die Dalsbygda kirke in Dalsbygda. Sie wurde 1960 fertiggestellt. Im Jahr 1970 erhielt sie ihren Kirchturm.

## Wirtschaft und Infrastruktur

### Verkehr
Durch die Kommune führt weitgehend parallel zur Glåma der Fylkesvei 30. Die Straße stellt Richtung Nordosten die Verbindung in die Stadt Røros her. Dort befindet sich auch mit dem Flughafen Røros der nächstgelegene Flughafen. In der Ortschaft Os zweigen mehrere Straßen vom Fylkesvei 30 ab. Der Fylkesvei 28 führt von Os aus in den Südosten der Kommune. In das Vangrøftdalen führen mehrere Straßen. Ebenfalls weitgehend parallel zur Glåma führt die Bahnlinie Rørosbanen durch die Kommune. Der Bahnhof von Os wurde im Jahr 1877 eröffnet, als die Rørosbanen fertiggestellt wurde. Im Jahr 1958 erhielt der Ort ein neues Bahnhofsgebäude. Die Entfernung zum Osloer Hauptbahnhof beträgt rund 385 Kilometer.

### Wirtschaft
Für die lokale Wirtschaft sind insbesondere die Landwirtschaft und Industrie von Bedeutung. Im Bereich der Landwirtschaft ist die Haltung von Rindern und Schafen typisch. Kaum von Bedeutung ist die Forstwirtschaft. In der Glåma befindet sich das 1913 in Betrieb genommene Wasserkraftwerk Røstefoss. Dieses hatte zwischen 1991 und 2020 eine durchschnittliche Jahresproduktion von rund 18 GWh. Im Jahr 2021 arbeiteten von rund 1040 Arbeitstätigen nur etwa 560 in Os selbst. Über 250 Personen pendelten in die Nachbarkommune Røros. Jeweils mindestens 50 Personen waren zudem in Tolga und Tynset tätig.

## Sehenswürdigkeiten und Tourismus

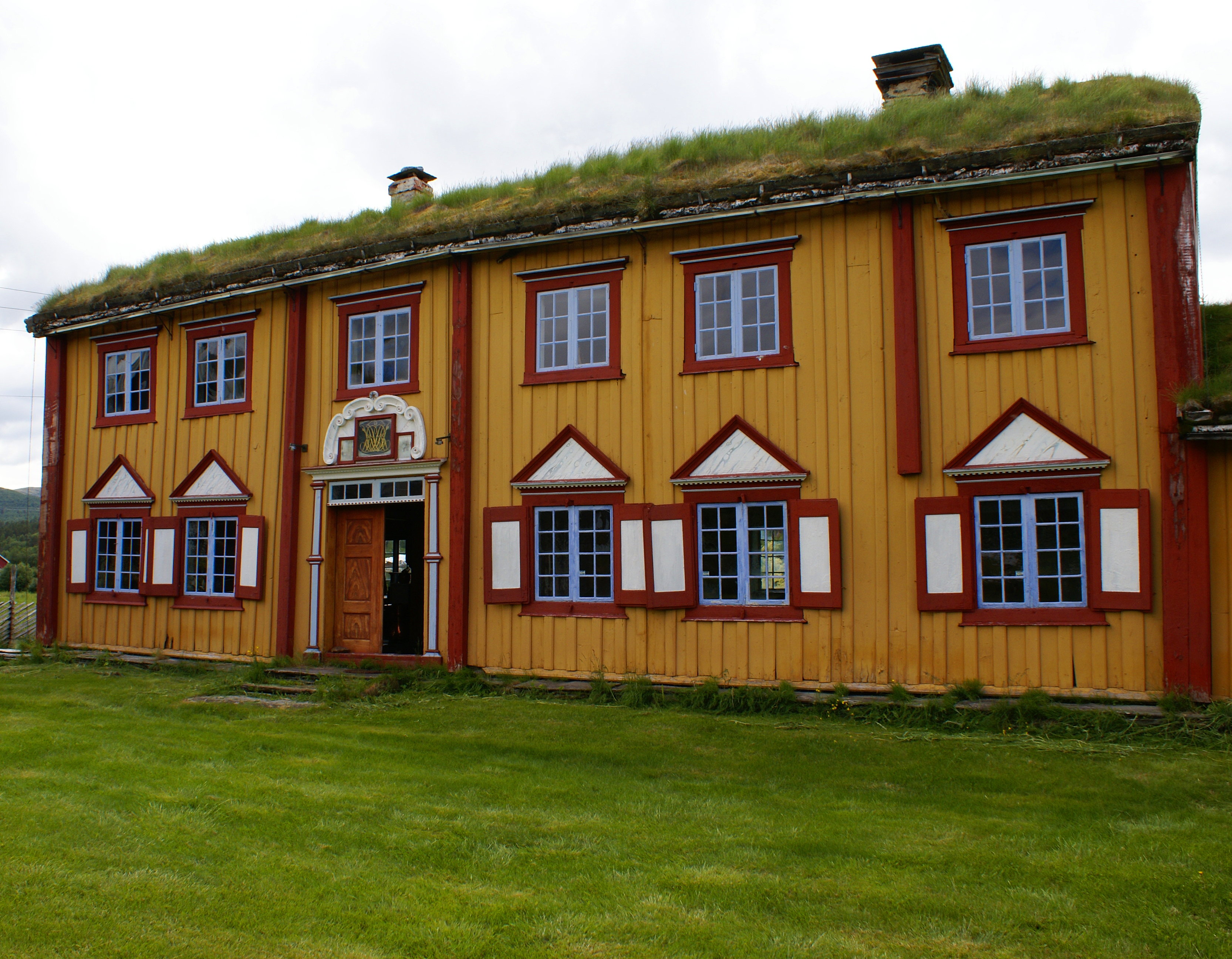
Hof Oddentunet

In Narjordet kann man den unter Denkmalschutz stehenden Hof Oddentunet aus dem 19. Jahrhundert besichtigen. 1747 ließ sich hier Rasmus Knutsen Bager aus Røros mit seiner Familie nieder. Das heutige Hauptgebäude stammt aus den ersten Jahren des 19. Jahrhunderts, als das alte Haus erweitert wurde. Es zeichnet sich durch seine reichhaltigen Schnitzereien und Malereien aus (Letztere aus den Jahren 1822 bis 1826).
Oddentunet ist genauso Teil des Os-Museums wie die Wassermühle in Narjordet aus der Mitte des 19. Jahrhunderts, die Schule in Narbuvoll aus dem Jahre 1876, Brofoss Elektrizitätswerk (1916) und der Bahnhof Håmmåvoll (1915).
In der Nähe von Os sentrum gibt es die Alpinskianlage Hummelfjell alpinanlegg mit drei Skiliften, einem Kinderlift und mehreren Abfahrten, sowie eine Schlittenpiste.
Im Sommer sind gute bis sehr gute Angelmöglichkeiten vorhanden.

## Name und Wappen
Das seit 1993 offizielle Wappen der Kommune zeigt drei goldene Glocken auf grünem Hintergrund. Diese Glocken sollen die traditionelle Wirtschaft darstellen. Der Gemeindename leitet sich vom altnordischen Wort óss ab, das vielerorts für Orte an Mündungen genutzt wird. Namensgebend ist in diesem Fall die Mündung der Vangrøfta in die Glåma in der Nähe der Ortschaft Os.

## Persönlichkeiten
- Maj Helen Sorkmo (* 1969), Skilangläuferin
- Kristoffer Skjelvik (* 1991), Biathlet